# Miguel Ríos
Miguel Ríos, né à Grenade le 7 juin 1944, est un chanteur, acteur et pionnier du rock 'n' roll espagnol.

## Biographie
En 1993, il reçoit la Médaille d'or du mérite des beaux-arts du Ministère de l'Éducation, de la Culture et des Sports espagnol.

## Collaborations
En 2000, Miguel Ríos fut invité par Álex  Lora, chanteur du groupe de rock Mexicain El Tri, pour chanter en duo avec lui une chanson intitulée Madre Tierra qui a pour thème une prise de conscience du milieu environnemental et de bioéthique. Cette chanson apparaît dans l'album No Podemos Volar nommé dans les Grammy de rock en espagnol. Il figure également dans l'album officiel des prix Grammy de la musique latine 2000.

## Discographie
- 1969 : Mira hacia ti
- 1970 : Despierta
- 1971 : Unidos
- 1972 : Miguel Ríos en directo: Conciertos de Rock y amor
- 1973 : Miguel Ríos: Éxitos
- 1974 : Memorias de un ser humano
- 1976 : La huerta atómica
- 1977 : Al-Andalus
- 1979 : Los viejos rokeros nunca mueren
- 1980 : Rocanrol bumerang
- 1981 : Extraños en el escaparate
- 1982 : Rock and Rios
- 1983 : El Rock de una noche de verano
- 1984 : La encrucijada
- 1985 : Lo más de rock en el ruedo
- 1986 : El año del cometa
- 1987 : Que noche la de aquel año
- 1989 : Miguel Ríos
- 1991 : Directo al corazón
- 1992 : Así que pasen treinta años
- 1995 : Por siempre
- 1995 : Canciones de amor para tiempos difíciles
- 1996 : Como si fuera la primera vez
- 1996 : El gusto es nuestro (avec Ana Belén, Joan Manuel Serrat et Víctor Manuel) (Ariola)
- 1998 : Miguel Ríos en concierto: Big Band Ríos
- 1999 : Ana Belén, Miguel Ríos cantan a Kurt Weill
- 2001 : Miguel Ríos y las estrellas del rock latino
- 2004 : 60mp3
- 2008 : Solo o en compañía de otros
- 2010 : Bye Bye Rios.

## Distinctions
- 2010 : Prix Protagonistas
- 2016 : Doctorat honoris causa de l'Université de Grenade [2]